# Paepalanthus schlimii
Paepalanthus schlimii är en gräsväxtart som beskrevs av Friedrich August Körnicke. Paepalanthus schlimii ingår i släktet Paepalanthus och familjen Eriocaulaceae. Inga underarter finns listade i Catalogue of Life.